# Pluskwiaki
Pluskwiaki (Hemiptera) – nazwa zależnie od przyjętej systematyki rzędu lub nadrzędu owadów liczącego 50 000–80 000 gatunków.

## Charakterystyka
Pluskwiaki są owadami bardzo zróżnicowanymi morfologicznie. Najmniejsze mają ok. 0,5 milimetra, większość osiąga kilka centymetrów, a największe ok. 10 centymetrów długości. Charakteryzują się narządami gębowymi kłująco-ssącymi, którymi pobierają pokarm płynny. Na ogół przechodzą przeobrażenie niezupełne. Zasiedlają środowiska wodne i lądowe.

## Systematyka

### Klasyfikacja tradycyjna
W tradycyjnej klasyfikacji rząd był dzielony na dwa podrzędy lub rzędy (w zależności od systematyki):
- pluskwiaki różnoskrzydłe (Heteroptera)
- pluskwiaki równoskrzydłe (Homoptera).

Pluskwiaki różnoskrzydłe to wodne i lądowe owady mające przednie skrzydła przekształcone w tzw. półpokrywy. Tylne skrzydła są błoniaste. Są drapieżnikami lub pasożytami zwierząt.
Pluskwiaki równoskrzydłe mają zwykle dwie pary błoniastych skrzydeł i żywią się głównie wysysanym sokiem roślin (fitofagi).

### Klasyfikacja współczesna
Współcześnie żyjące oraz wymarłe pluskwiaki są klasyfikowane w ponad 250 rodzinach. Ich klasyfikacja jest ciągle dyskutowana i ulega zmianom. McGavin zaproponował podział na cztery podrzędy: Sternorrhyncha, Auchenorrhyncha, Coleorrhyncha, Heteroptera.
Auchenorrhyncha uważana jest za grupę parafiletyczną i dzielona na Fulgoromorpha (=Archaeorrhyncha) i Cicadomorpha (=Clypeorrhyncha).
Obecnie przyjmuje się podział pluskwiaków na cztery podrzędy:
- Piewiki (Auchenorrhyncha),
- Coleorrhyncha,
- Pluskwiaki różnoskrzydłe (Heteroptera),
- Piersiodziobe (Sternorrhyncha).

Niektórzy autorzy wyróżniają jeszcze podrząd Prosorrhyncha, obejmujący Heteroptera i Coleorrhyncha.

## Galeria

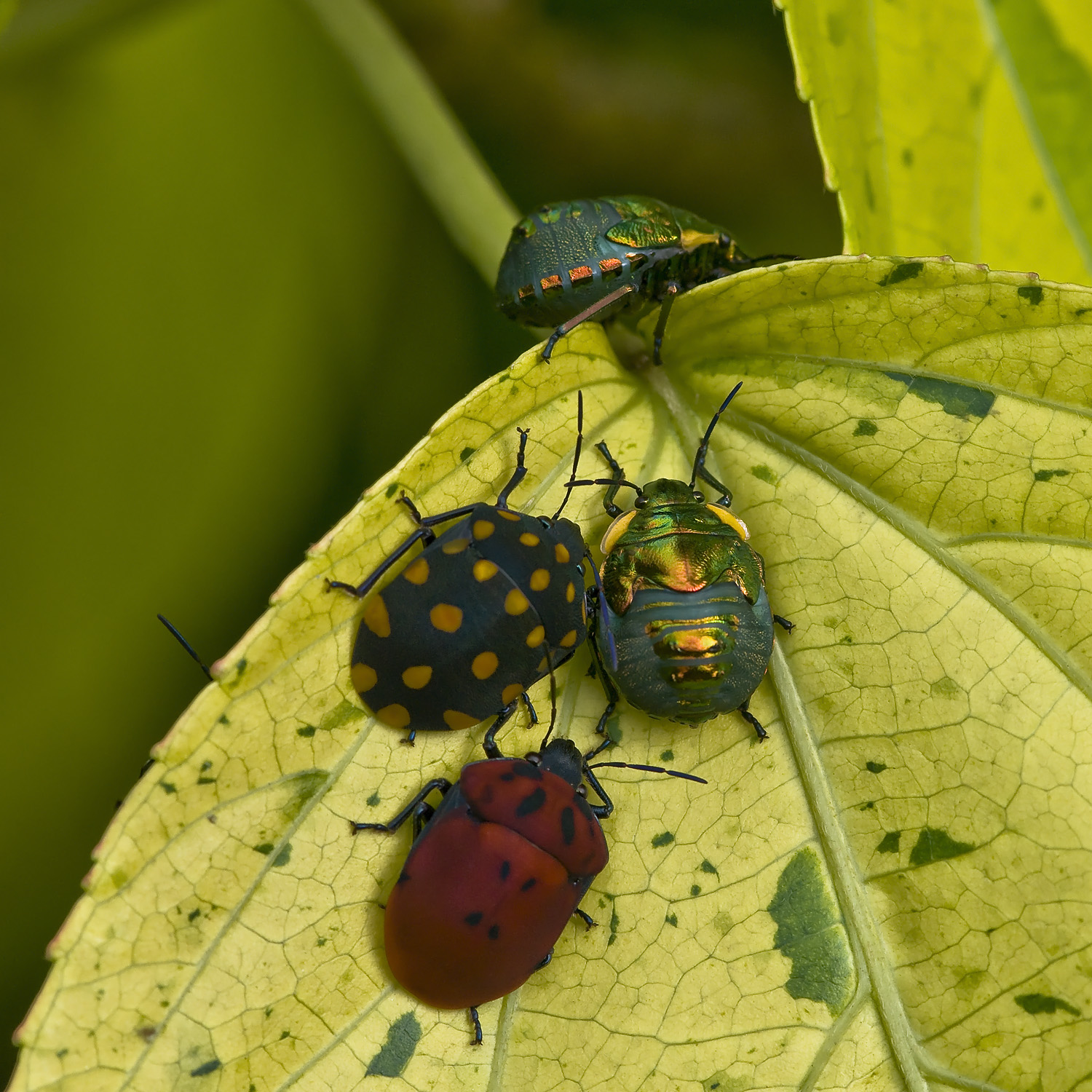
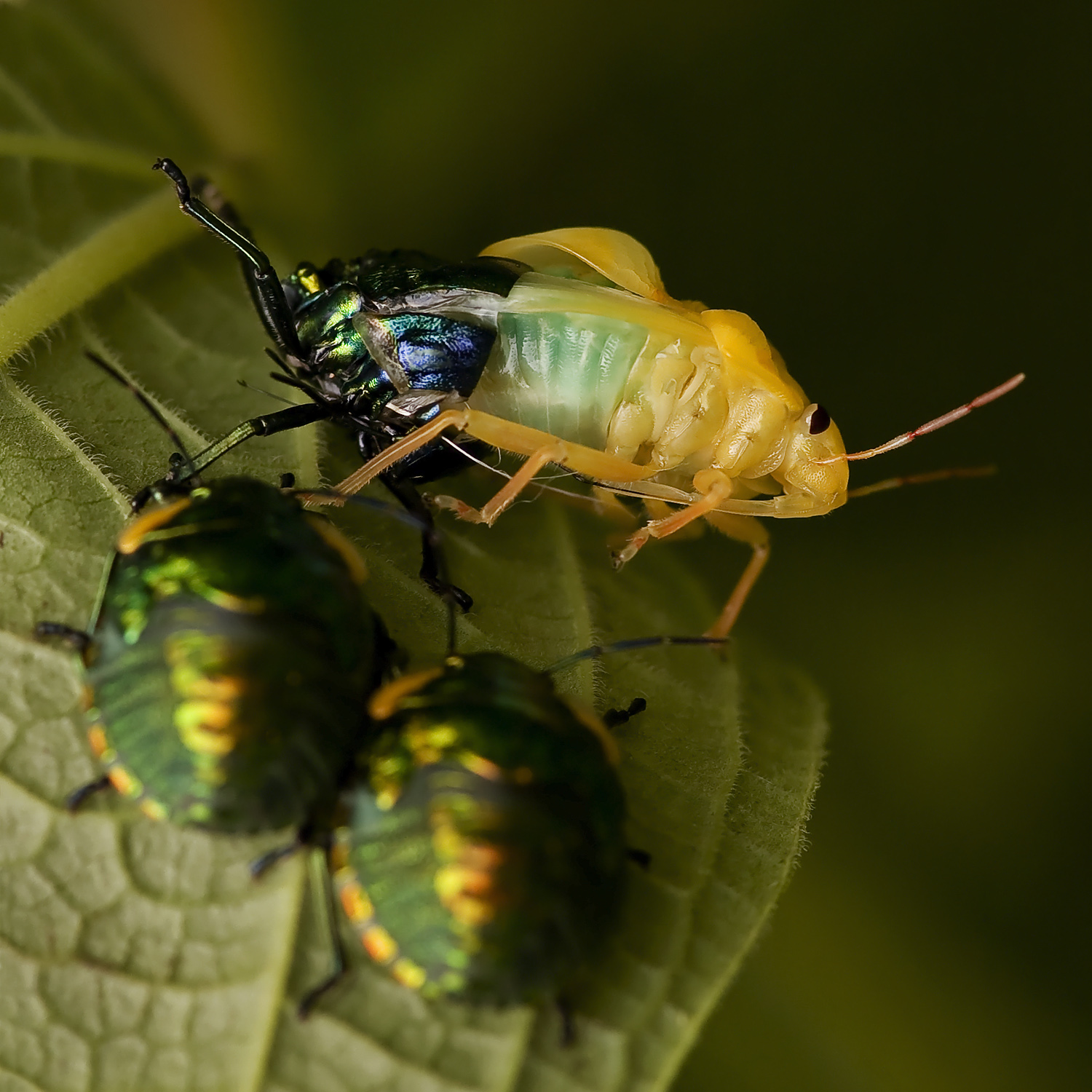
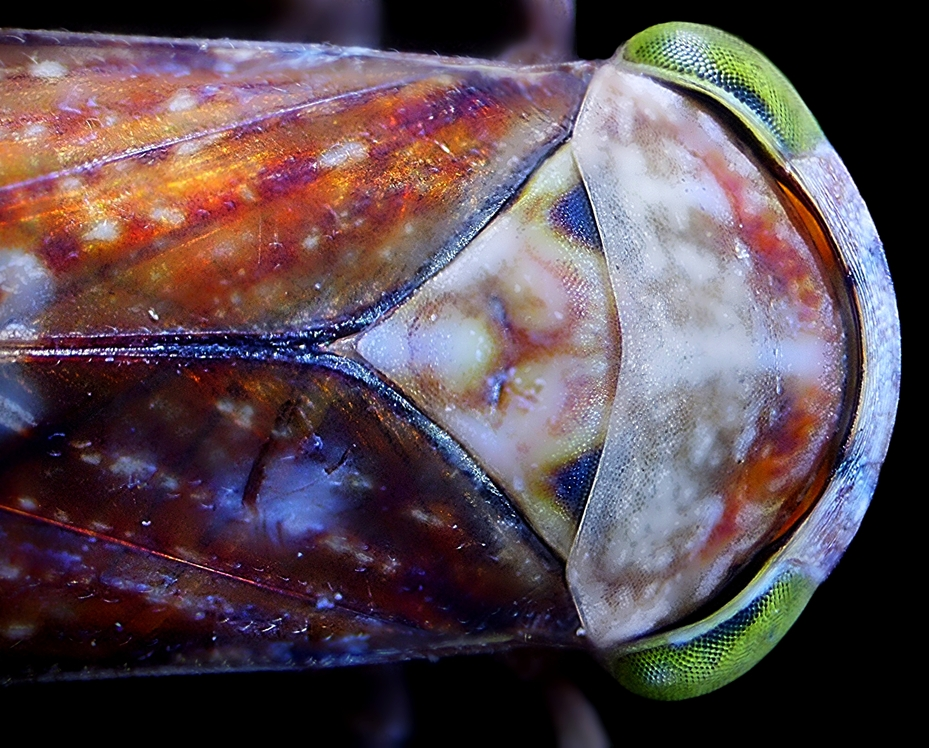